# Bustamite
La bustamite è un minerale.